# 220e division côtière
La 220e division côtière (220ª Divisione Costiera) était une division d'infanterie de l'armée italienne pendant la Seconde Guerre mondiale. La division était basée dans la région italienne du Latium.
Les divisions côtières étaient des divisions de deuxième ligne, généralement formées d'hommes dans la quarantaine et la cinquantaine destinés à effectuer des tâches ouvrières. Les hommes recrutés localement étaient souvent commandés par des officiers appelés à la retraite. Leurs équipements étaient également de basse qualité.

## Ordre de bataille
- 111e régiment d'infanterie côtier
- 152e régiment d'infanterie côtier